# Selnica ob Dravi
Selnica ob Dravi (Selnica aan de Drava; Duits: Zellnitz an der Drau) is een gemeente in Slovenië. Selnica werd in 1093 voor het eerst vermeld en behoorde in die tijd tot het bezit van de Benedictijnerabdij Sankt Paul im Lavanttal.
De gemeente ligt aan de spoorlijn van Maribor naar Klagenfurt via Dravograd.
Benedikt · Cerkvenjak · Cirkulane · Destrnik · Dornava · Duplek · Gorišnica · Hajdina · Hoče-Slivnica · Juršinci · Kidričevo · Kungota · Lenart · Lovrenc na Pohorju · Majšperk · Makole · Maribor · Markovci · Miklavž na Dravskem polju · Oplotnica · Ormož · Pesnica · Podlehnik · Poljčane · Ptuj · Rače-Fram · Ruše · Selnica ob Dravi · Slovenska Bistrica · Središče ob Dravi · Starše · Sveta Ana · Sveta Trojica v Slovenskih goricah · Sveti Andraž v Slovenskih goricah · Sveti Jurij · Sveti Tomaž · Šentilj · Trnovska vas · Videm · Zavrč · Žetale
1. ↑  "Prebivalstvo po starosti in spolu, občine, Slovenija, polletno". Statistični urad Republike Slovenije. Geraadpleegd op 18 april 2021.